# Gębiczyn
Gębiczyn – wieś w Polsce położona w województwie wielkopolskim, w powiecie czarnkowsko-trzcianeckim, w gminie Czarnków.
| SIMC    | Nazwa | Rodzaj    |
| ------- | ----- | --------- |
| 1016049 | Błota | część wsi |

Dawna wieś olęderska położona na polanach śródleśnych. O jej przeszłości świadczy jedna z zachowanych, okazałych zagród olęderskich. Ponadto we wsi zlokalizowany jest kościół św. Jana z Dukli, szkoła z 1907 i sala wiejska. W południowej części wsi działa od 2011 Park Cztery Pory Roku, a także Centrum Praktyk Kulturalnych i Integracji Społecznej prowadzone przez Fundację Gębiczyn. 
W latach 1975–1998 miejscowość administracyjnie należała do województwa pilskiego.